# Anderson Paak
Brandon Paak Anderson, meglio noto come Anderson .Paak e conosciuto in precedenza anche come Breezy Lovejoy (Oxnard, 8 febbraio 1986), è un cantante, rapper, batterista e produttore discografico statunitense.

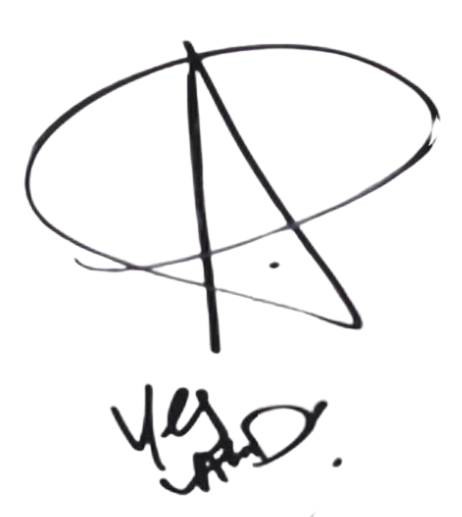
Firma di Anderson Paak

Ha pubblicato i suoi primi due album in studio, Lovejoy e O.B.E. Vol.1, nel 2012 sotto il nome di Breezy Lovejoy. Il 28 ottobre 2014 commercializza il suo terzo album Venice, usando lo pseudonimo di Anderson .Paak, seguito dal quarto album in studio Malibu che ha pubblicato il 15 gennaio 2016. Nel corso della sua carriera, Paak ha vinto 4 Grammy Awards. Oltre alla sua carriera da solista, nel 2015, forma il duo NxWorries insieme al suo produttore discografico Knxwledge. Paak è membro anche della band The Free Nationals e del superduo Silk Sonic insieme a Bruno Mars.
È noto anche per le sue collaborazioni con Dr. Dre nell'album Compton del 2015, dove vanta otto featuring.

## Biografia
Originario di Oxnard, in California, Paak è nato da madre di origine afroamericana e coreana e da padre di origine afroamericana. Inizia a produrre musica in maniera autonoma già durante l'adolescenza: inizia ad esibirsi nella chiesa frequentata dalla sua famiglia e proprio qui conosce la sua futura moglie. Negli anni successivi, prima di ottenere successo come musicista, Paak lavora in una piantagione di marijuana presso Santa Barbara: nel 2011 viene tuttavia licenziato all'improvviso e diventa un senzatetto insieme a sua moglie e al loro figlio, ai tempi un bambino molto piccolo.

## Carriera

### Gli inizi (2009-2013)
Con il passare del tempo, Anderson riesce comunque ad ottenere dei riconoscimenti nel mondo della musica di New York, ottenendo finanziamenti da parte di alcuni rapper per la produzione dei suoi primi due album, Lovejoy e O.B.E. Vol.1, che vengono pubblicati nel corso del 2012 con lo pseudonimo di Breezy Lovejoy. Dopo l'uscita di quest'ultimo, L'artista cambia il suo nome d'arte in Anderson .Paak, sostenendo che il punto fermo rappresentasse la necessità di fare attenzione ai dettagli. Sempre nel 2012 lavora come batterista per la cantante Haley Reinhart. Nel 2013 pubblica l'EP Cover Art, costituito interamente da cover di canzoni folk e rock rilette in chiave pop, R&B e hip hop.

### Venice e Malibu(2014-2017)
Il 28 ottobre 2014 pubblica l'album Venice e assume definitivamente lo pseudonimo di Anderson Paak. Nel 2015 collabora col rapper Dr. Dre su sei canzoni del suo album Compton e con The Game su due canzoni dell'album The Documentary 2.5 e apre i concerti dell'Enter The Void Tour di Jhené Aiko.
Nel gennaio 2016 pubblica l'album Malibu, che ottiene un forte apprezzamento da parte della critica. Il 31 dello stesso mese firma un contratto discografico con la Aftermath Entertainment di Dr. Dre. Poco tempo dopo, il cantante viene nominato tra gli XXL Freshman dell'anno insieme a Lil Dicky, Desiigner, Dave East, Denzel Curry, Lil Yachty, G Herbo, Lil Uzi Vert, 21 Savage e Kodak Black. Nell'agosto 2016, Paak si è esibito nella serie Tiny Desk Concert organizzata da NPR con la sua band di supporto, i Free Nationals. Il concerto è diventato, a detta della stessa ente radiofonica, uno dei più popolari nella storia della serie. Ad ottobre realizza l'album collaborativo Yes Lawd!, che ottiene un'ottima accoglienza da parte della critica.

### OxnardeVentura(2018-2019)
Nel 2018 pubblica il singolo Til It's Over, che viene utilizzato da parte di Apple per un suo spot pubblicitario e inserita in una playlist ufficiale relativa al videogioco Forza Horizon 4. Nello stesso periodo è autore di due canzoni dell'album di Christina Aguilera Liberation. Il successivo 16 novembre pubblica l'album Oxnard, che include collaborazioni con Kendrick Lamar, Snoop Dogg, Pusha T e J. Cole e presenta uno stile fortemente funky, oltre a includere una canzone in tributo all'amico defunto Mac Miller. Segue un tour mondiale atto a promuovere l'album, intitolato Andy's Beach Club World Tour.
Nel 2019 vince il suo primo Grammy Award per il brano Bubblin e pubblica l'album Ventura, che lo riporta verso uno stile maggiormente hip hop e R&B oriented e include collaborazioni con artisti come André 3000, Smokey Robinson, Brandy. Grazie al progetto vince 2 Grammy Awards: Best R&B Album e Best R&B Performance per il brano Come Home con André 3000. Successivamente intraprende un tour per la promozione del disco, coinvolgendo opening act del calibro di Thundercat, Mac DeMarco, Earl Sweatshirt, Noname e Jessie Reyez. Più tardi, il video musicale di Bubblin riceve una candidatura ai Berlin Music Video Awards.

### I Silk Sonic (2020-2022)
Nel gennaio 2020 collabora con Eminem nel brano Lock It Up. Successivamente collabora con Justin Timberlake nel singolo Don't Slack e con Rick Ross in Cut Em In che viene utilizzato come brano del film Tom & Jerry. pubblica il singolo Lockdown, incentrato su tematiche afferenti alla pandemia di Covid-19 e al Black Lives Matter. Il video musicale del brano, diretto da Dave Meyers, ha visto la partecipazione di Jay Rock, Dumbfoundead, Sir, Syd e Dominic Fike.
Nel febbraio 2021 Bruno Mars e Anderson Paak hanno annunciato di aver formato un duo musicale chiamato Silk Sonic, rivelando di pubblicare il primo singolo nel mese di marzo dello stesso anno. Nel marzo 2021 Paak si aggiudica il suo quarto Grammy nella categoria Best Melodic Rap Performance. Il 21 aprile 2021, Paak ha firmato un accordo amministrativo mondiale con Warner Chappell Music in collaborazione con la casa editrice di Dr. Dre. Nel frattempo, il primo estratto del primo album del duo, intitolato Leave the Door Open, ottiene il premio di registrazione dell'anno e di canzone dell'anno alla 64ª edizione dei Grammy Awards.
Nel 2022 partecipa all'halfime show del Super Bowl LVI suonando la batteria. Nel luglio 2022 collabora con Hailee Steinfeld nel singolo Coast.

### Why Laud?(2024-presente)
Il 7 giugno 2024, Anderson Paak e il suo collaboratore Knxwledge, nuovamente sotto il nome di NxWorries, pubblicano un nuovo album collaborativo, intitolato Why Laud?. L'album è stato distribuito dalla Stones Throw Records ed è stato reso disponibile digitalmente il 14 giugno successivo. Il progetto ha ricevuto il plauso della critica per la sua fusione di neo-soul, jazz e hip hop.

## Filantropia
Nel 2016, Paak ha fondato la Brandon Anderson Foundation, un'organizzazione no-profit che mira a "sostenere e creare iniziative che elevino, coinvolgano e supportino la comunità attraverso l'accesso alle arti, all'istruzione supplementare e alle esperienze uniche per espandere l'immaginazione". Nel dicembre 2017, invece, lancia la Paak House, un concerto di beneficenza annuale che aiuta a raccogliere fondi per l'organizzazione. Tra gli artisti esibitosi ci sono The Game, Jay Rock, Kali Uchis, Jhené Aiko, Ty Dolla Sign, Cordae, Freddie Gibbs, Masego, Thundercat e Schoolboy Q. A partire dal 2021, l'organizzazione ha raccolto più di mezzo milione di dollari e ha fornito beni di prima necessità a oltre 3.000 famiglie nell'area della Grande Los Angeles. Lo stesso anno, l'evento è stato ospitato al College Park di Oxnard, mentre nel maggio 2023 si è tenuto presso il Ventura County Fairgrounds a Ventura. Nel 2025, Anderson Paak si è esibito al concerto di beneficenza FireAid, un'iniziativa di raccolta fondi basata sulla musica che si sarebbe tenuta in due sedi a partire dal 30 gennaio.

## Discografia

### Album in studio

#### Da solista
- 2014 – Venice
- 2016 – Malibu
- 2018 – Oxnard
- 2019 – Ventura

#### Collaborativi
- 2016 – Yes Lawd! (con Knxwledge come NxWorries)
- 2021 – An Evening with Silk Sonic (con Bruno Mars come Silk Sonic)
- 2024 – Why Lawd? (con Knxwledge come NxWorries)

### Singoli

#### Come artista principale
- 2014 – Drugs
- 2014 – Miss Right
- 2015 – The Season / Carry Me
- 2015 – Am I Wrong (feat. Schoolboy Q)
- 2015 – Room in Here (feat. The Game)
- 2016 – Come Down (feat. T.I.)
- 2018 – Til It's Ove
- 2018 – Bubblin
- 2018 – Tints (feat. Kendrick Lamar)
- 2018 – Who R U?
- 2019 – King James
- 2019 – Make It Better (feat. Smokey Robinson)
- 2020 – Don't Slack (feat. Justin Timberlake)
- 2020 – Lockdown
- 2020 – Cut Me In (feat. Rick Ross)
- 2020 – Jewelz
- 2022 – ETA (con Dr. Dre, Snoop Dogg e Busta Rhymes)
- 2022 – Twin Flame (con Kaytranada)
- 2023 – Too Fast (Pull Over) (con Jay Rock feat. Latto)
- 2024 – Places to Be (con Fred Again e Chika)

#### Collaborazioni
- 2016 – Dance Off (Macklemore & Ryan Lewis feat. Anderson .Paak e Idris Elba)
- 2016 – Dang! (Mac Miller feat. Anderson .Paak)
- 2019 – RNP (Cordae feat. Anderson .Paak)
- 2019 – More (Flying Lotus feat. Anderson .Paak)
- 2019 – Stainless (The Game feat. Anderson .Paak)
- 2020 – Yuuuu (Busta Rhymes feat. Anderson .Paak)
- 2022 – Coast (Hailee Steinfeld feat. Anderson .Paak)
- 2023 – Two Tens (Cordae feat. Anderson .Paak)
- 2024 – Do 2 Me (Kaytranada feat. Anderson .Paak e Sir)
- 2024 – Summer Drop (Cordae feat. Anderson .Paak)
- 2025 – Too Bad (G-Dragon feat. Anderson .Paak)